# Georges Reeb

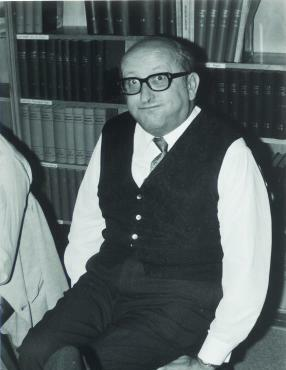
Georges Reeb (1970)

Georges Henri Reeb (* 12. November 1920 in Saverne im Elsass; † 6. November 1993 in Straßburg; auch Georg Henri Reeb) war ein französischer  Mathematiker, der sich mit Differentialtopologie und Differentialgeometrie, Differentialgleichungen (topologische Theorie dynamischer Systeme) und Nichtstandardanalysis beschäftigte.

## Leben und Wirken
Reeb wurde 1943 an der Universität Straßburg bei Charles Ehresmann promoviert (Propriétés topologiques des variétés feuilletées). Er war Professor in Grenoble (Université Fourier) und Straßburg (Université Louis Pasteur), wo er 1967 bis 1972 Direktor des mathematischen Instituts (Institute de Recherche mathématique Avancée, IRMA) war, das er 1966 mit Jean Frenkel gründete. Beide gründeten mit Jean Leray und Pierre Lelong 1965 auch eine Begegnungsreihe zwischen theoretischen Physikern und Mathematikern in Straßburg (Rencontres entre Mathématiciens et Physiciens Théoriciens). 1954 war er am Institute for Advanced Study.
Reeb ist der Begründer der topologischen Theorie der Blätterungen (Foliations, Feuilletées), Mannigfaltigkeiten mit einer speziellen lokalen Produktstruktur. Die Reeb-Blätterung ist eine Blätterung der 3-Sphäre mit Blättern diffeomorph zum {\displaystyle R^{2}} und einem Blatt aus einem kompakten 2-Torus. Der Stabilitätssatz von Reeb beschreibt Blätterungen, die ein kompaktes Blatt endlicher Holonomie haben: in diesem Fall sind in einer Umgebung dieses Blattes alle Blätter kompakt und haben endliche Holonomie.
Der Satz von Reeb in der Morse-Theorie besagt, dass eine kompakte Mannigfaltigkeit mit einer Funktion mit genau zwei kritischen Punkten homöomorph zur Sphäre ist. Nach ihm ist auch das Reeb-Vektorfeld in der Kontaktgeometrie benannt.
Reeb war Ehrendoktor der Albert-Ludwigs-Universität Freiburg und der Universität Neuenburg. 1967 war er Präsident der Société Mathématique de France.

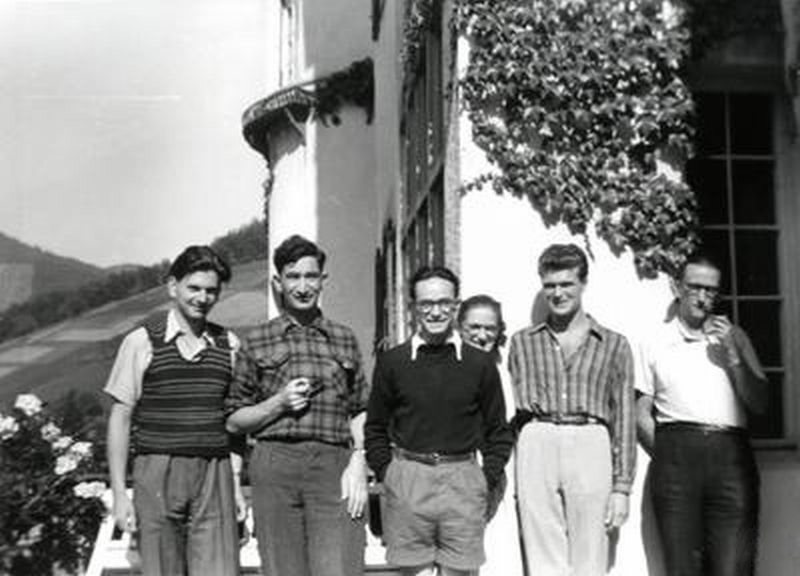
Georges Reeb (rechts) mit Jean-Pierre Serre (3. v. links), René Thom (links) und anderen in Oberwolfach 1949

## Werke (Auswahl)
- Sur les points singuliers d'une forme de Pfaff complètement intégrable ou d'une fonction numérique. C. R. Acad. Sci. Paris 222, (1946). 847–849.
- Variétés feuilletées, feuilles voisines. C. R. Acad. Sci. Paris 224, (1947). 1613–1614.
- Sur certaines propriétés topologiques des variétés feuilletées. Publ. Inst. Math. Univ. Strasbourg 11, pp. 5–89, 155–156. Actualités Sci. Ind., no. 1183 Hermann & Cie., Paris, 1952.
- mit André Haefliger: Variétés (non séparées) à une dimension et structures feuilletées du plan. Enseignement Math. (2) 3 (1957), 107–125.